# Józef Lankosz
Józef Lankosz (* 1907; † 1986 in Zakopane, Polen) war ein polnischer Skisportler. Er wurde 1927 polnischer Meister im Skispringen.

## Werdegang
Lankosz war Mitglied des Sportklubs SN PTT Zakopane.
Nachdem Lankosz lange Zeit nur bei zweitklassigen Wettbewerben teilgenommen hatte, holte er sich im Februar 1927 bei den Polnischen Meisterschaften im Skispringen in Zakopane den Meistertitel. Mit Sprüngen auf 32,0 m, 36,0 m und 38,0 m setzte er sich nach drei Wertungsdurchgängen gegen die Konkurrenz durch und führte das Podium vor Władysław Żytkowicz und Andrzej Krzeptowski an. Nur wenige Wochen zuvor hatte er mit 49,5 Metern einen neuen Schanzenrekord auf der Wielka Krokiew in Zakopane aufgestellt. In der Nordischen Kombination wurde er in diesem Jahr Vizemeister hinter Bronisław Czech. 
Nur ein Jahr nach seinem größten sportlichen Erfolg zog Lankosz nach Jaremtsche in die Westukraine, um an der Universität Lwiw zu studieren. Aus diesem Grund wechselte er zum KTN Lwów. 1929 hätte er an der Nordischen Skiweltmeisterschaft teilnehmen dürfen, jedoch ging Lankosz aus unbekannten Gründen nicht an den Start.
Er beendete seine Karriere kurz vor Ausbruch des Zweiten Weltkrieges und wurde Arzt in Nowy Sącz. Er erhielt das Verdienstkreuz der Republik Polen.